# Número tetrádico
Un número tetrádico, también conocido como número de cuatro vías, es un número que permanece igual cuando se voltea de atrás hacia adelante, se voltea de adelante hacia atrás, se refleja verticalmente o se refleja lateralmente. Las únicas cifras que permanecen iguales cuando se colocan al revés o están reflejadas son 0, 1 y 8, por lo que un número tetrádico es un capicúa que contiene solo 0, 1 y 8 como dígitos. Esto depende del uso de un estilo de escritura a mano o de una fuente de texto en la que estos dígitos "sean" simétricos, así como del uso de cifras arábigas en primer lugar.

## Ejemplos
Los primeros números tetrádicos son 1, 8, 11, 88 , 101, 111, 181, 808, 818, ... (OEIS A006072).
También se conocen como números de cuatro vías debido al hecho de que tienen cuatro tipos de simetría y se pueden voltear de atrás hacia adelante, de adelante hacia atrás, de arriba hacia abajo o de arriba hacia abajo y permanecer siempre igual. La simetría de cuatro vías explica el nombre, debido a que tetra- es el prefijo griego para cuatro. Los números tetrádicos son tanto estrobogramáticos como palindrómicos.
Siempre se puede generar un número tetrádico más grande agregando otro número tetrádico a cada extremo, conservando la simetría.

## Números primos tetrádicos
Los primos tetrádicos son un tipo específico de números tetrádicos, definidos como números tetrádicos que también son números primos. Los primeros números primos tetrádicos son 11, 101, 181, 18181, 1008001, 1180811, 1880881, 1881881, ... (OEIS A068188).
El mayor primo tetrádico conocido a 2010 de 04 es
{\displaystyle 10^{180054}+8R_{58567}\cdot 10^{60744}+1,}
donde {\displaystyle R_{n}} es un repituno, es decir, un número que contiene solo el dígito 1 repetido {\displaystyle n} veces. El número primo tiene 180.055 dígitos decimales.